# چسزکزون
چسزکزون (به لاتین: Trzeszczon) یک روستای لهستان در لهستان است که در Gmina Chodecz واقع شده‌است.